# Guloninae
Los guloninos (Guloninae) son una subfamilia de mamíferos de la familia Mustelidae. Se distribuyen por Eurasia y América.

## Géneros
Se reconocen los siguientes:
- Eira
- Gulo
- Martes
- Pekania

Además, se conocen fósiles como Iberictis o Plesiogulo.